# Children Overboard Affair

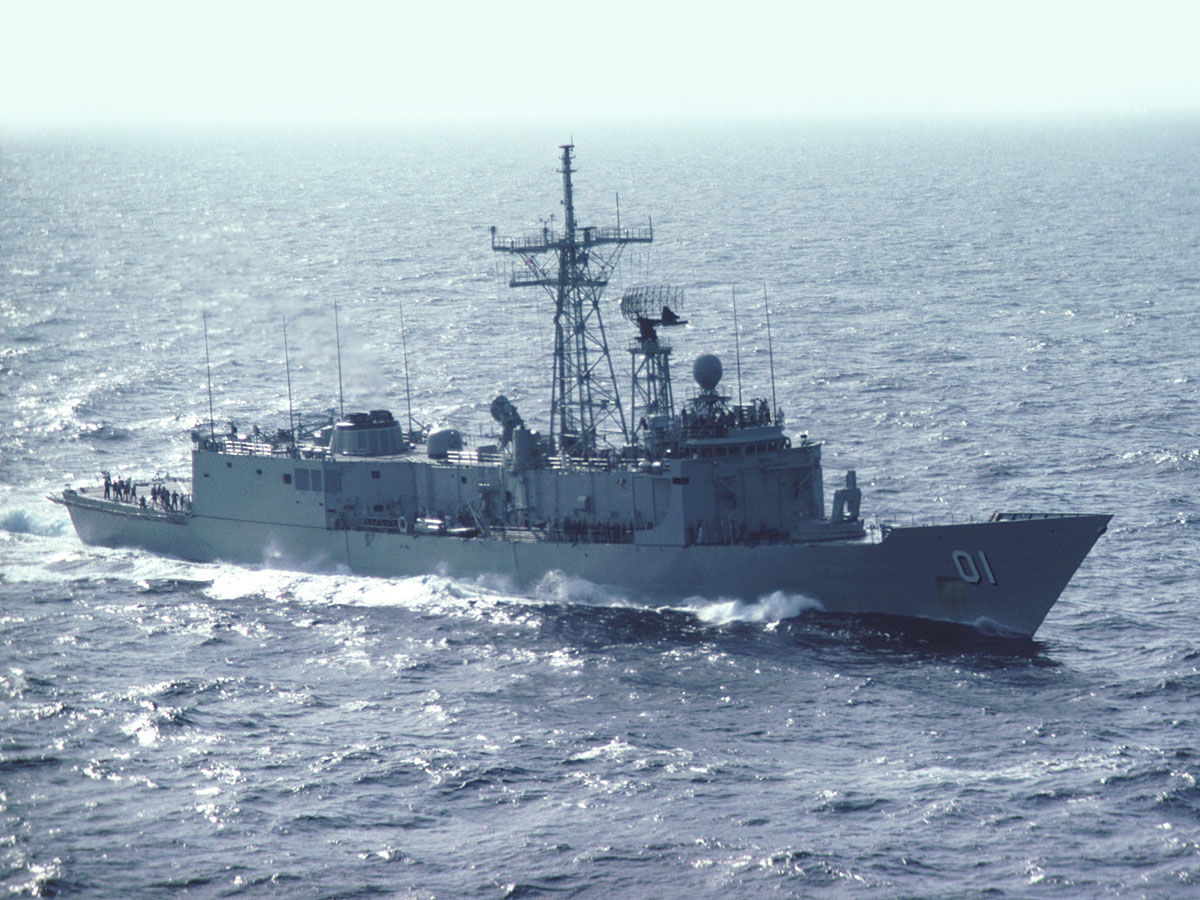
HMAS Adelaide (1982)

Die Children Overboard Affair (sinngemäß Kinder-Über-Bordwerfen-Affäre), auch Children Overboard scandal genannt, begann am 6. Oktober 2001, als die Olong bzw. SIEV 4, ein indonesisches Fischereischiff aus Holz mit 219 Boatpeople an Bord, in internationalen Gewässern durch das australische Kriegsschiff HMAS Adelaide an der Weiterfahrt gehindert und zur Rückfahrt nach Indonesien gezwungen wurde, was zu ihrem Untergang führte.
Die Migrations- und Asylpolitik Australiens, die die damalige liberalkonservative Regierung seit der Tampa-Affäre verfolgte, wurde von ihr Pazifische Lösung genannt. Bei dieser Politik überwachen und patrouillieren australische Kriegsschiffe und Flugzeuge der Australischen Streitkräfte und Australischen Küstenwache vor der Seegrenze Australiens. Die Schiffe hatten den Befehl, Boote mit Asylbewerbern zur Rückkehr zu zwingen oder sie in Einwanderungshaft in Australien außerhalb des australischen Hoheitsgebiets in Lager zu transportieren.
In der Children Overboard Affair verbreiteten führende liberalkonservative Regierungsmitglieder wie der australische Immigrationsminister Philip Ruddock, Verteidigungsminister Peter Reith und Premierminister John Howard, dass die Boatpeople auf der SIEV 4 Kinder über Bord geworfen hätten. Dies stellte sich unmittelbar nach den regierungsoffiziellen Bekanntmachungen als falsch heraus und wurde in der Presse und von der politischen Opposition als Lügen bezeichnet.

## Schiffsname
In dem Konzept der Pazifischen Lösung werden Schiffe, die wegen irregulären Einreise auf See aufgebracht werden, nicht mehr ihren ursprünglichen Namen, sondern mit einem Akronym SIEV Suspected Irregular Entry Vessel (sinngemäß etwa Verdacht auf unregelmäßige Einfahrt) bezeichnet und nummeriert. Das hölzerne Schiff Olong, das am 6. Oktober 2001 in internationalen Gewässern aufgebracht wurde, wurde als SIEV 4 erfasst und in der Presse bekannt.
Im ersten Jahr der Anwendung einer Pazifische Lösung vom August bis Ende Dezember 2001 gab es 14 sogenannte SIEV-Vorfälle, wobei der Vorfall SIEV X am 19. Oktober 2001 besonders tragisch endete, weil beim Untergang dieses Holzschiffs südlich von Java 353 Boatpeople (146 Kinder, 142 Frauen und 65 Männer) ertranken.

## Vorgeschichte
Im Verlauf der Tampa-Affäre, die am 24. August 2001 begann, hatte die liberalkonservative Regierung unter Howard ihre Anti-Immigrationspolitik Gesetze entweder neu erlassen oder verschärft. Diese Politik bedeutete, dass alle Asylsuchenden, die auf Schiffen versuchen Australien zu erreichen, in internationalen Gewässern aufzubringen und am Eindringen in australisches Hoheitsgebiet zu hindern sind. Die Asylanten sollten auf keinen Fall australischen Boden betreten, um zu vermeiden, dass sie einen Rechtsanspruch auf ein Asylverfahren erwerben. Sie sollten vor dem Erreichen Australiens entweder in Einwanderungshaft außerhalb des Hoheitsgebiets auf die Insel Manus auf Papua-Neuguinea oder zurück nach Indonesien oder zu dem kleinen Inselstaat Nauru transportiert werden.

## Ablauf
Das australische Kriegsschiff HMAS Adelaide stoppte am frühen Nachmittag des 6. Oktober 2001 ein überladenes, kaum mehr seetüchtiges hölzernes Fischfangschiff, etwa 190 Kilometer vor der Weihnachtsinsel und zwang es zur Rückkehr. In der Nacht vom 7. auf den 8. Oktober 2001 gab die Adelaide  mehrere Warnschüsse über das Holzschiff hinweg ab und betrat es auch mit Marinesoldaten, um die Rückkehr zu erzwingen.
Während die Besatzung der Adelaide glaubte, es sei an der Zeit, diese Menschen zu retten, war die Regierung in Canberra entschlossen, dass das Schiff von 223 Personen, einschließlich Besatzung, darunter 56 Kinder, die nahe gelegene Weihnachtsinsel nicht erreichen sollte. Der Motor der SIEV 4 fiel aus, wahrscheinlich durch Sabotage, was allerdings nicht bewiesen ist. Daraufhin hatte der Kapitän der Adelaide, Commander Norman Banks, keine andere Wahl als die SIEV 4 ins Schlepptau zu nehmen. Unter der Zugwirkung des Schlepptaus zerbrach das Schiff nach 24 Stunden und sank. Commander Banks ergriff nun die Rettung der Schiffbrüchigen.
Am nächsten Tag kündigte der damalige Premierminister Howard die anstehenden Neuwahlen für das australische Parlament an und anschließend gab er bekannt, dass die Boatpeople damit gedroht hatten, Kinder über Bord zu werfen, und er fügte hinzu, dass er keine Menschen „of that type“ („keine derartigen Typen“) in Australien haben wolle. Drei Besatzungsmitglieder wurden in Australien wegen Menschenschmuggels zu fünf Jahren Haft verurteilt.

## Parlamentarische Untersuchungen
Eine erste Untersuchung in einem Ausschuss des Australischen Senats ergab, dass keine Kinder von der SIEV 4 über Bord geworfen wurden. Die vorgelegten Beweise würden die aufgestellte Behauptung nicht stützen und die Fotos, die die im Meer schwimmenden Kinder zeigen, wurden aufgenommen, nachdem die SIEV 4 gesunken war.
Im Jahr 2004 strebte die Australian Labor Party erneut eine Untersuchung des Children Overboard an. Im Vorfeld der Untersuchung erklärte Mike Scrafton, ein Ratgeber des Verteidigungsminister Reith, dass er in einem Brief vom 7. November 2001 an die Tageszeitung The Australian erklärte, dass er drei Telefonate mit Howard geführt habe. Er habe dem Premierminister in einem Telefonat mitgeteilt, dass im Verteidigungsministerium keiner die Auffassung teile, dass irgendein Kind auf der Olong über Bord geworfen worden sei. In einem weiteren Telefonat habe er Howard des Weiteren mitgeteilt, dass kein veröffentlichtes Foto belege, dass die Boatpeople Kinder über Bord geworfen hätten.